# Alekseï Samoïlenko
Alekseï Viktorovitch Samoïlenko (en russe : Алексей Викторович Самойленко) est un joueur russe de volley-ball né le 23 juin 1985 à Komsomolsk-sur-l'Amour (kraï de Khabarovsk, alors en URSS). Il mesure 2,10 m et joue central.

## Clubs
| Club                  | De        | À         |
| --------------------- | --------- | --------- |
| SKA Rostov-sur-le-Don |           |           |
| Dinamo Moscou-2       |           | 2006-2007 |
| Dinamo Moscou         | 2007-2008 | 2009-2010 |
| Oural Oufa            | 2010-2011 | ...       |

## Palmarès
- Challenge Cup
  - Finaliste : 2013
- Championnat de Russie (1)
  - Vainqueur : 2008
  - Finaliste : 2013
- Coupe de Russie (1)
  - Vainqueur : 2008
  - Finaliste : 2010